# Kobra
För andra betydelser, se Kobra (olika betydelser).

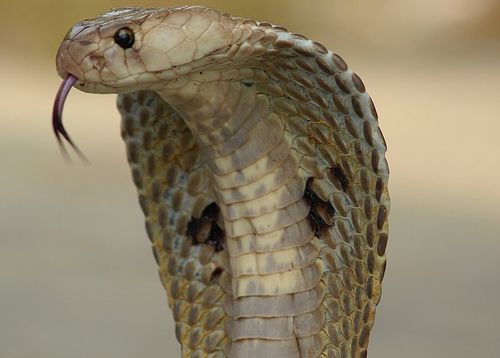
Kobra

Kobra kallas flera olika ormarter som finns i Afrika och Asien. Kobrorna utgör inte en egen grupp i den biologiska systematiken men alla kobror tillhör familjen giftsnokar.
Man räknar med att det för närvarande finns cirka 30-tals olika arter av kobror. Den mest kända arten är förmodligen den indiska kobran eller glasögonormen (Naja naja) som den ofta brukar kallas och vars populärnamn uppkommit genom att arten utvecklar ett slags mönster på nackskölden, som då den känner sig hotad och spärrar ut skölden liknar ett par glasögon.
Kobrorna har till stor del olika nervgifter som förlamar livsviktiga organ såsom lungor och hjärta men det finns även arter som har mera utpräglade vävnadsförstörande gifter. Vissa kobror har en speciell tandfunktion som möjliggör för dem att likt en "vattenspruta" spruta sitt gift mot angriparens ögon. Dessa kobror brukar kallas för spottkobror, även om kobran alltså strängt taget inte spottar i vanlig bemärkelse. Den mest kända spottkobraarten är förmodligen den svarthalsade kobran (Naja nigricollis) och Naja ashei. Dessa finns i olika länder runt om i Afrika.
När kobror blir skrämda eller uppretade reser de framkroppen, breder ut halsen till en ansenlig sköld och väser, hos en del arter kan det låta som ett rytande. Skölden uppkommer då kobran drar ihop de övre förlängda revbenens muskler. Revbenen fälls då ut likt ett paraply när ormens hud spänns ut. En så kallad hals- och nacksköld bildas.
Födan består mestadels av grodor, möss, råttor, fåglar och ödlor, ibland även andra ormar. 
Världens längsta giftorm är kungskobran (Ophiophagus hannah) där man påträffat exemplar som varit över 5 meter långa.